# Walter Schmidt (Politiker, 1812)
Walter Schmidt (* 14. April 1812 in Ziegenhain; † 4. April 1875 ebenda) war ein deutscher Gutsbesitzer und Mitglied der Zweiten Kammer der kurhessischen Ständeversammlung.

## Leben
Walter Schmidt war Gutsbesitzer auf Gut Richerode in dem Dorf Hundshausen. In dieser Funktion erhielt er 1855 aus den Reihen der Grundbesitzer ein Mandat für die Zweite Kammer des kurhessischen Landtags. Bis zur Änderung des Wahlrechts im Jahre 1849 verfügte der Adel über Privilegien und stellte 16 Abgeordnete. Nach der Reform nahmen deren Platz die Höchstbesteuerten (Gewerbetreibende, Grundbesitzer) ein.
Schmidt blieb bis 1857 in dem Parlament, das nach den Unruhen von 1830 zum Zweck der Beratung und Beschlussfassung einer Verfassung gebildet wurde. Es hatte bis 1866 Bestand, als Hessen durch das Land Preußen annektiert wurde.